# Plovdivská oblast
Plovdivská oblast (bulharsky Област Пловдив) je oblast v centrálním jižním Bulharsku (dříve část Východní Rumélie). Je jednou z 28 bulharských oblastí. Skládá se z 18 obštin. Administrativním centrem je Plovdiv.

## Geografie
Zahrnuje části Hornothrácké roviny, Rodopů, Sredné gory, Subbalkánských údolí a Staré Planiny, včetně jejího nejvyššího vrcholu Botevu (2376 m n. m.). Největšími řekami v provincii jsou Marica, Strjama, Pjasačnik. Bylo zde vybudováno mnoho přehrad, nejdůležitější je vodní nádrž Pjasačnik. Oblast je bohatá na minerální prameny, nachází se zde několik větších lázní - Chisarja, Narečen, Baňa a menších lázní Klisura, Asenovgrad, Kuklen, Rosino, Krasnovo, Stoletovo a dalších. V provincii je mnoho přírodních pamětihodností, především v národním parku Střední Balkán, včetně okázalého vodopádu Rajsko Praskalo, nejvyššího na Balkáně.

## Hospodářství

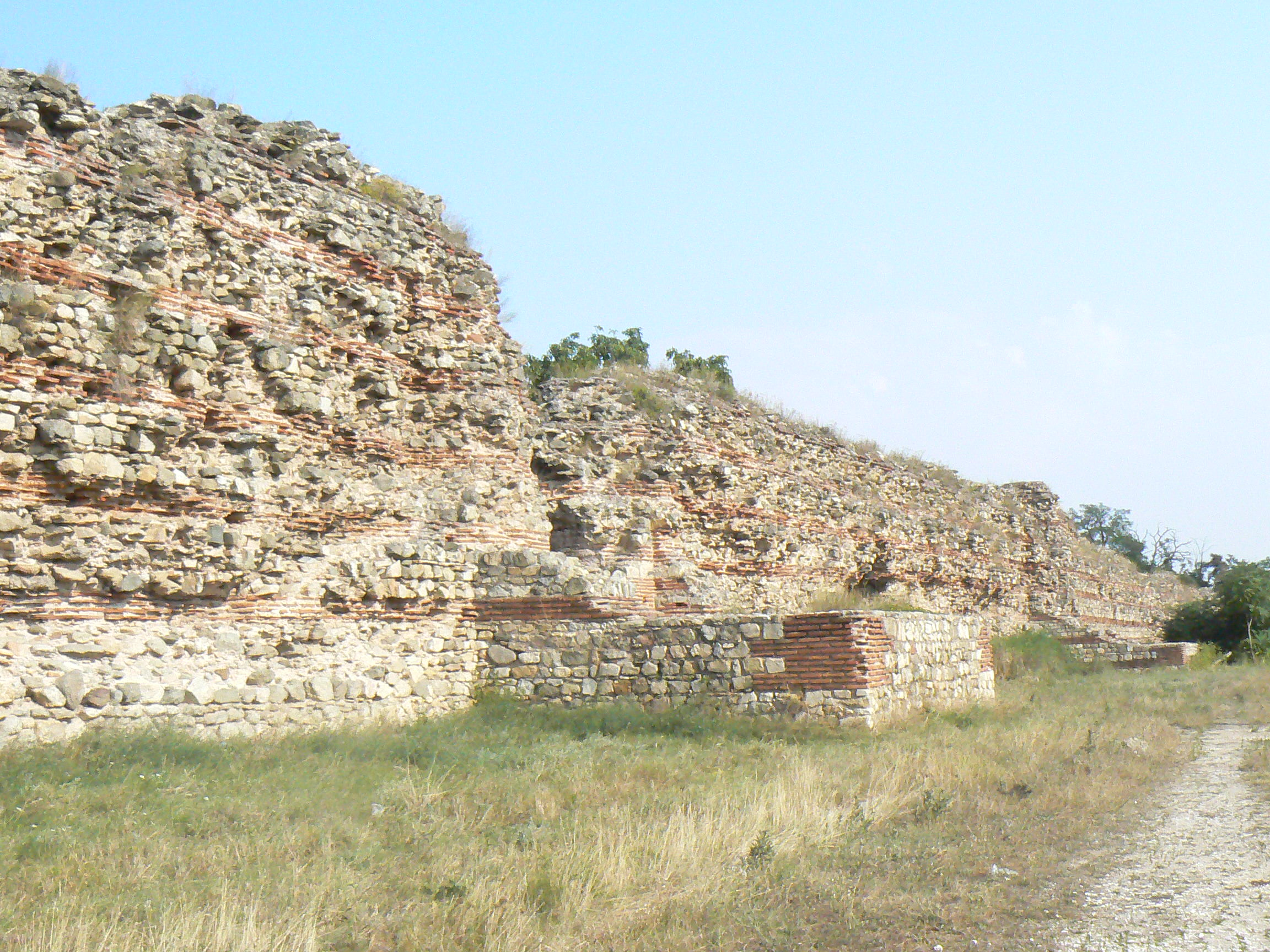
Zdi pevnosti v Chisarji

Hospodářství provincie je velmi významné. Zemědělská výroba je intenzivní a efektivní s vysokým podílem zavlažovaných ploch. Nejvýznamnějšími plodinami je ovoce (jablka, švestky, hrušky, třešně, hrozny, melouny a vodní melouny), zelenina (rajčata, papriky, mrkev, zelí, brambory), pšenice, rýže, ječmen a další. Průmysl je značně rozvinut: železná metalurgie v Plovdivu; prospívající elektronický průmysl v Plovdivu, Săedinenii, Vojvodinovu, Radinovu a dalších vesnicích v oblasti; zemědělské stroje (traktory) v Karlovu, zbrojovky v Sopotu, Karlovu a Plovdivu; chemický průmysl v Plovdivu, Asenovgradu; potravinářský průmysl je rozvinut skoro všude, především v Plovdivu a Asenovgradu (víno). Rozvíjí se cestovní ruch ve spojení s bohatým kulturním dědictvím oblasti a četnými minerálními prameny, které mají mezinárodní význam.

## Administrativní dělení
Oblast se administrativně dělí na 18 obštin.

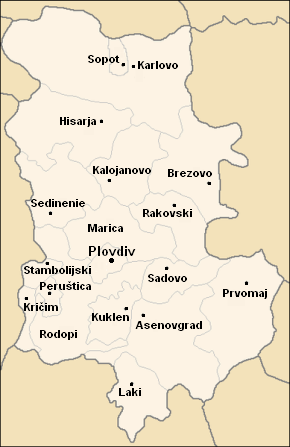
Plovdivská oblast

| Obština - Asenovgrad - Brezovo - Chisarja - Kalojanovo - Karlovo - Kričim - Kuklen - Lăki - Marica - Părvomaj - Peruštica - Plovdiv - Rakovski - Rodopi - Sadovo - Săedinenie - Sopot - Stambolijski | Sídlo - Asenovgrad - Brezovo - Chisarja - Kalojanovo - Karlovo - Kričim - Kuklen - Lăki - Plovdiv - Părvomaj - Peruštica - Plovdiv - Rakovski - Plovdiv - Sadovo - Săedinenie - Sopot - Stambolijski |

## Města

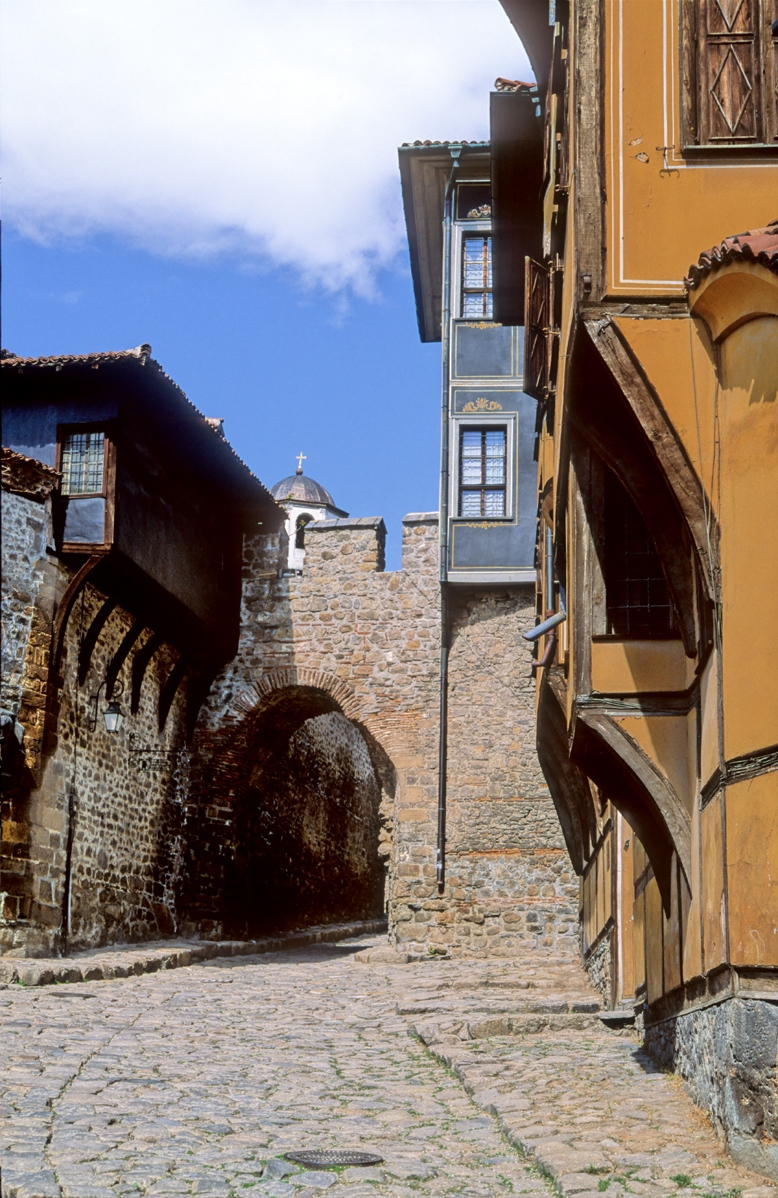
Starý Plovdiv

Správním střediskem oblasti je Plovdiv, kromě sídelních měst jednotlivých obštin, přičemž Kalojanovo městem není, se zde nacházejí města Baňa, Kalofer a Klisura.

## Obyvatelstvo
K 15. září 2024 v oblasti žilo 707 723 obyvatel a bylo zde trvale hlášeno 739 512 obyvatel. Podle sčítání 7. září 2021 bylo národnostní složení následující:
- Bulhaři: 513 249 (87.7 %)
- Turci: 39 585 (6.8 %)
- Romové: 26 296 (4.5 %)
- ostatní[p 4]: 6 224 (1.1 %)